# أنجيلا والش
أنجيلا والش (بالإنجليزية: Angela Walsh)‏ هي لاعبة كرة القدم الغالية أيرلندية، ولدت في 1986 في كورك في جمهورية أيرلندا.